# محاصره اورشلیم (۵۸۷ قبل از میلاد)
محاصره اورشلیم (به انگلیسی: Siege of Jerusalem)، محاصره‌ای است در سال ۵۸۹ که توسط رهبر بابلیان، بخت نصر، علیه پادشاهی یهودا صورت گرفت که طی دو سال محاصره شهر، سرانجام نیروهای بابلی شهر را مسخر کردند. این اتفاق منجر به سقوط پادشاهی یهودا شد. همچنین بخت نصر را اولین کسی می‌دانند که به هیکل سلیمان، یهودیان در اورشلیم حمله و آن را نابود کرد و یهودیان را به اسارت گرفت.